# 林なつき
林 なつき（はやし なつき、1981年6月2日 - ）は、日本の女優、ダンサー、振付師。鹿児島県出身。

## 来歴
11歳でミュージカル『アニー』に出演し、女優ならびにダンサーとしての活動を開始する。
2011年、俳優で声優の矢尾一樹と結婚。

## 出演

### 舞台
- ミュージカル「アニー」
- イマジンミュージカル「トラップ一家物語」
- アルゴミュージカル「子猿物語」
- ダンスミュージカル「POWER FOR THE PEACE」
- サクラ大戦花組「新編 八犬伝」
- サクラ大戦花組「新 宝島」
- サクラ大戦紐育星組「ラストショウ2」
- サクラ大戦紐育星組「ラストショウ3」

### CM
- HONDA「ステップワゴン」
- ハウス食品「火鍋房」
- リクルート「ポンパレ」
- Pay Pay
- 花王「ハミングファイン」熱暑男子・オフィス篇
- 日東紅茶「趣味を楽しむお母さん」篇
- ライオン「ソフランアロマリッチ」信号待ち篇
- 花王「キュキュットＣＬＥＡＲ泡スプレー」
- 「ウマ娘 プリティーダービー」パドック篇

### テレビドラマ
- ミュージック in ドラマ ホシに願いを（2004年、NHK）
- 「全裸監督～The Emperor of Porn～」（NETFLIX）
- 「満願 第２夜『夜警』」（NHK）

### テレビ番組
- きよしとこの夜（NHK）
- 登龍門（フジテレビ）
- うたばん（TBS）

### ネット配信番組
- AKIBAN!（Akiba.TV） - メインパーソナリティ

## 振付 他
- 劇団SEIREN「シンデレラストーリー」
- イマジンミュージカルカレッジ「ワン語レッスン」 - 振付
- ネオロマンス「遙かなる時空の中で 遥か祭」in パシフィコ横浜 - 振付